# Bukowa (powiat włoszczowski)
Bukowa – wieś w Polsce położona w województwie świętokrzyskim, w powiecie włoszczowskim, w gminie Krasocin.
W Bukowej znajdują się zakłady wapiennicze należące do kompanii Lhoist Polska (dawniej Zakłady Wapiennicze Bukowa), szkoła podstawowa oraz stacja kolejowa na trasie Kielce–Częstochowa, a także Kościół Matki Bożej Różańcowej w Bukowej wybudowany w latach 1980-1982.
Bukowa położona jest na skraju Niecki Włoszczowskiej, w paśmie wzgórz Przedborsko-Małogoskich. Tereny wokół miejscowości obfitują w złoża wapienia górnojurajskiego oraz kredowych piasków. Odkrywkowe wydobycie złóż rozpoczęto w latach 20. XX wieku i trwa do dziś w zakładzie kompanii Lhoist.
We wsi działa klub piłkarski Bucovia Bukowa grający w latach 1990–1997 w III lidze.
W latach 1954–1969 wieś należała do gromady Cieśle, po zmianie siedziby i nazwy, należała i była siedzibą władz gromady Bukowa. W latach 1975–1998 miejscowość położona była w województwie kieleckim.